# Litsea philippinensis
Litsea philippinensis är en lagerväxtart som beskrevs av Elmer Drew Merrill. Litsea philippinensis ingår i släktet Litsea och familjen lagerväxter. Inga underarter finns listade i Catalogue of Life.